# Caecilia pressula
Caecilia pressula е вид безкрако земноводно от семейство Caeciliidae.

## Разпространение и местообитание
Видът е разпространен в Гвиана.
Обитава райони с тропически и субтропичен климат и гористи местности.